# Polytechnique
Polytechnique [pɔlitɛknik] (französisch für „Polytechnikum“) ist ein kanadischer Spielfilm von Denis Villeneuve aus dem Jahr 2009. Der Film thematisiert den Amoklauf an der Polytechnischen Hochschule Montréal 1989. Obwohl alle Figuren im Film bewusst fiktiv sind, wird der Tathergang vergleichsweise genau nachgestellt. Die Entscheidung, die Ereignisse zu verfilmen, wurde vor allem in der Provinz Québec sehr kontrovers diskutiert. Von der Kritik wurde der Film überwiegend positiv aufgenommen. Er wurde mit mehreren kanadischen Filmpreisen ausgezeichnet.
Für Denis Villeneuve, der sich nach dem durchaus wohlwollend rezipierten Maelström (2000) für fast neun Jahre ins Privatleben zurückgezogen hatte, stellte der Film einen „Neubeginn“ seines Schaffens dar.
Kinostart in Québec war der 6. Februar 2009. Ab 20. März 2009 war er auch in weiteren kanadischen Provinzen zu sehen. In Deutschland lief der Film nur bei Festivals und erfuhr bisher keine reguläre Veröffentlichung auf DVD oder Blu-ray. Er erschien jedoch in deutscher Sprache im Oktober 2014 als Bonus in der limitierten Mediabook-Edition von Villeneuves Film Enemy.

## Handlung
Die Handlung wird in nicht-chronologischer Reihenfolge erzählt und zeigt den Ablauf aus drei verschiedenen Perspektiven: der des Täters, der eines weiblichen Opfers und der eines von Schuldgefühlen geplagten männlichen Studenten. Einige Szenen werden mehrfach aus verschiedenen Blickwinkeln dargestellt.

### Prolog
Zwei Studentinnen an einem Kopierer unterhalten sich, als beide ohne Vorwarnung von Schüssen getroffen und schwer verletzt werden. Eine Texttafel informiert den Zuschauer, dass der Film auf Berichten von Überlebenden des Amoklaufs in Montreal am 6. Dezember 1989 basiert. Aus Rücksicht auf die Opfer und deren Familien seien aber alle Figuren frei erfunden.

### Der Täter
Ein junger, namenloser Mann lebt in einer Wohngemeinschaft. In seinem Zimmer versteckt er ein Gewehr. Er übt den Suizid durch einen Kopfschuss. Später schreibt er einen Abschiedsbrief, in dem sein extremer Frauenhass zum Ausdruck kommt. Er nimmt die Waffe und verlässt die Wohnung.
Mit dem Auto fährt er zu einem Haus, vor dem eine Frau Schnee schippt. Er wartet ab, bis die Frau, bei der es sich um seine Mutter handelt, außer Sicht ist, und wirft dann einen Zettel in ihren Briefkasten. Es tue ihm leid, aber „es ließ sich nicht vermeiden“.
Danach fährt er zur École polytechnique de Montréal, wo er zunächst scheinbar teilnahmslos durch die Gänge streift und schließlich sein Gewehr, Munition und ein Kampfmesser aus dem Auto holt. Er wartet längere Zeit im Eingangsbereich der Schule, bis eine Sekretärin ihn fragt, ob sie ihm weiterhelfen könne. Er begibt sich zu einem Vorlesungsraum und feuert einen Schuss in die Decke ab. Dann fordert er die Frauen und Männer auf, sich an beiden Seiten des Raums aufzustellen. Die Männer sollen dann den Raum verlassen. Der Mann fragt die Frauen, ob sie wüssten, warum sie hier seien, was diese verneinen. Er erklärt ihnen, dass sie alle einmal Ingenieurinnen werden würden und ein „feministisches Pack“ seien. Er hasse Feministen. Eine der Studentinnen will noch erwidern, dass sie keine Feministen seien, während der Mann aber bereits das Feuer auf sie eröffnet. Die meisten Studentinnen sind sofort tot, einige schwer verletzt.
Der Täter verlässt den Raum und läuft die Gänge der Schule ab, wo er alle Frauen erschießt, die er trifft. Anschließend begeht er noch in der Schule Selbstmord.

### Jean-François
Der Student Jean-François ist einer der Männer, die den Vorlesungsraum verlassen hatten. Er alarmiert den Sicherheitsdienst und versucht dann den Opfern zu helfen. Als er erneut den Klassenraum betritt, denken die verletzten Studentinnen Valérie und Stéphanie, dass der Täter zurückgekehrt sei, und stellen sich tot. Jean-François bricht in Tränen aus und verlässt den Raum. Stéphanie erliegt kurz darauf ihren schweren Schussverletzungen. Beim Versuch, weitere Hilfe für ein sterbendes Opfer zu finden, gerät er erneut in die Schusslinie und flüchtet sich in einen Raum, in dem andere Studenten trotz des Amoklaufs völlig teilnahmslos mit Musik und Alkohol feiern.
Einige Zeit nach dem Amoklauf fühlt sich Jean-François immer noch schuldig, weil er den Raum verlassen hat und seine Kommilitoninnen ohne jede Hilfe mit dem Täter allein gelassen hat. Nach einem Treffen mit seiner Mutter begeht er in seinem Auto Suizid durch Kohlenmonoxidvergiftung.

### Valérie
Valérie hat den Amoklauf trotz ihrer schweren Verletzungen überlebt. Nach ihrer Genesung schließt sie ihr Studium erfolgreich ab und beginnt eine neue Beziehung. Als sie erfährt, dass sie schwanger ist, schreibt sie einen Brief an die Mutter des Amokläufers, den sie niemals abschicken wird. Der Brief endet mit dem Versprechen, dass sie ihrem Kind, falls es ein Junge werden sollte, die Liebe beibringen wird, und falls es ein Mädchen werden sollte, wird sie ihm sagen, dass ihm die Welt zu Füßen liegen wird.

### Widmung

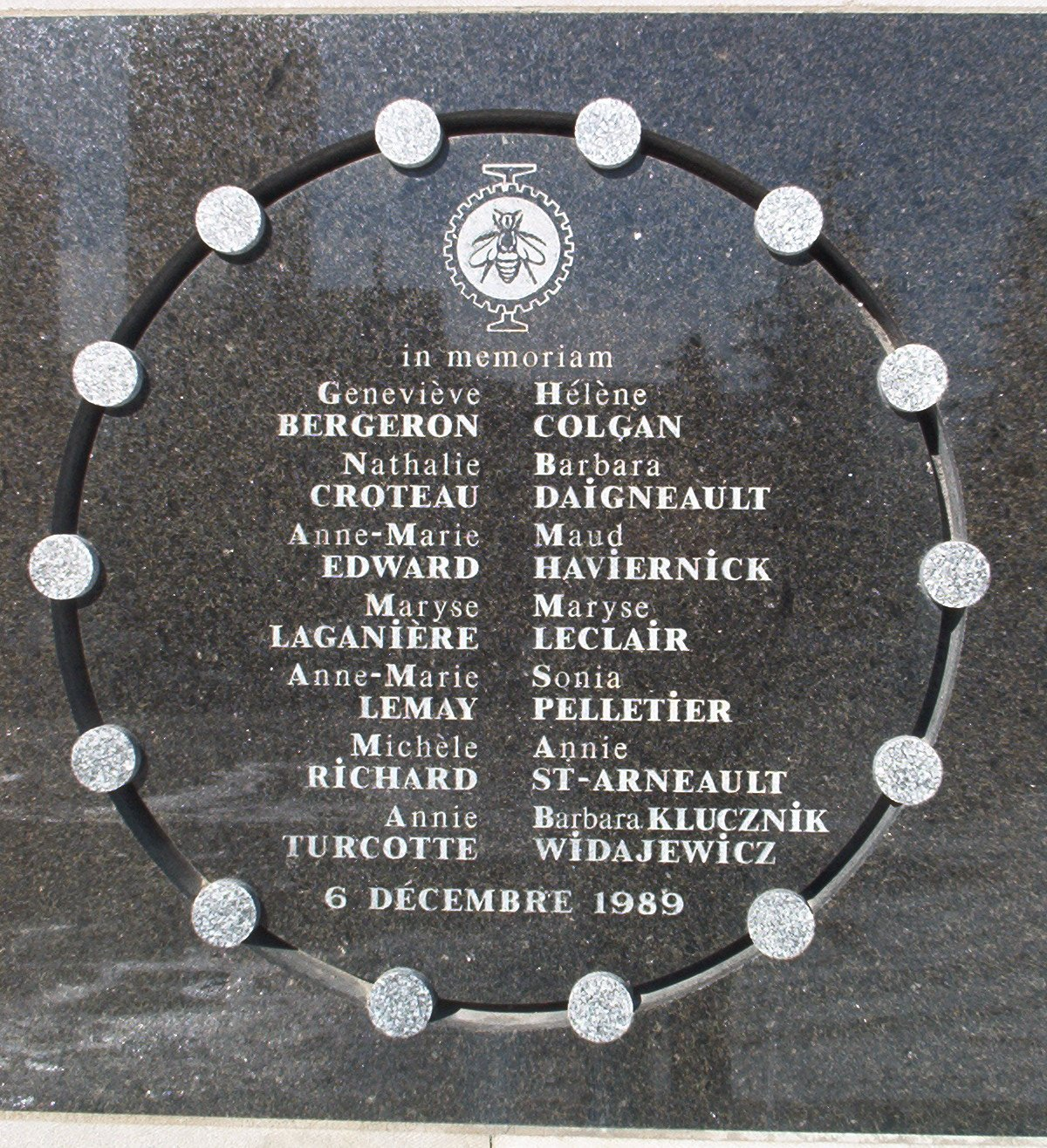
Gedenktafel für die 14 Opfer

Der Film ist neben den 14 direkten Opfern der Tat auch dem Studenten Sarto Blais, der wenige Monate nach dem Amoklauf Suizid beging, sowie allen Studenten und Angestellten der Hochschule und den Familien der Opfer gewidmet.

## Produktion

### Entwicklung
Die Idee zur Verfilmung der Ereignisse geht auf Karine Vanasse zurück, die im Film die Figur der Valérie darstellt und außerdem Associate Producer von Polytechnique war. Zunächst suchte das Filmteam den Kontakt zur December 6 Foundation, einer später aufgelösten Vereinigung, die überwiegend aus den Familienmitgliedern der Opfer bestand, und holte deren Einverständnis für die filmische Umsetzung des Vorfalls ein. Sie sprachen auch mit den Überlebenden des Amoklaufs, Polizisten, Notärzten und Betreuern der Angehörigen. Die Familien der 14 Opfer wurden nicht konsultiert. Die Familienangehörigen der Opfer und die Mutter des Amokläufers Marc Lépine waren aber die ersten Personen, die den fertigen Film sahen. Es gab separate Vorführungen für sie vor dem regulären Start des Films in den kanadischen Kinos. Einige Familien von Opfern entschieden sich dagegen, den Film zu sehen.
Das Filmbudget lag bei 6 Millionen Kanadischen Dollar. Die staatlichen Filmförderungsagenturen Telefilm Canada und SODEC lehnten die Finanzierung des Films zunächst zweimal ab, bevor man nach Intervention des Produzenten Don Carmody im Jahr 2007 schließlich doch 3,1 Mio. Dollar zum Budget beisteuerte.

### Dreharbeiten

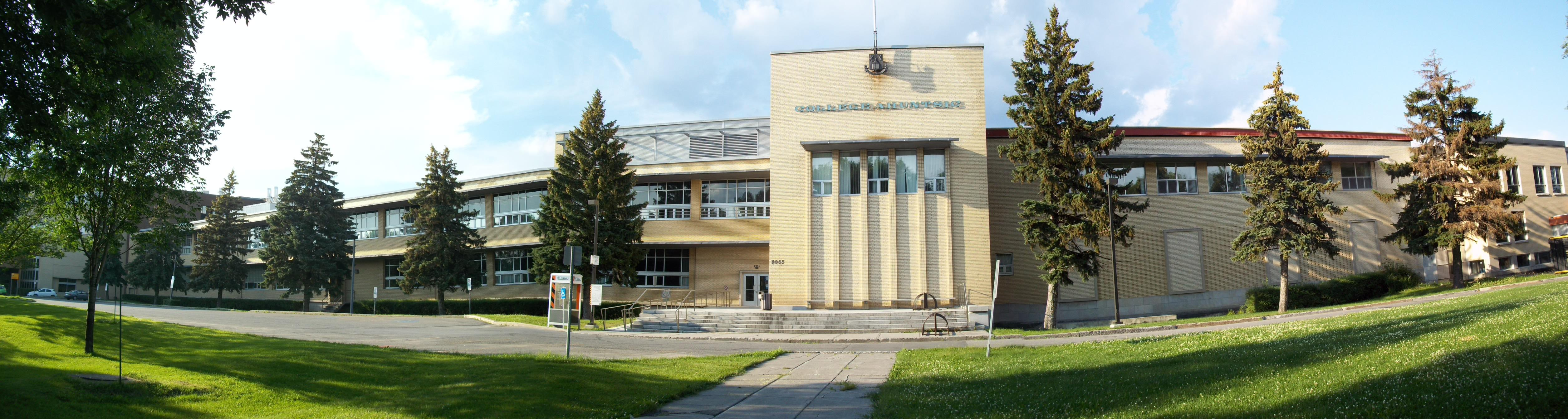
Collège Ahuntsic, einer der Drehorte des Film

Der Großteil der Dreharbeiten erfolgte im Studio. Außendreharbeiten wurden an den Montrealer Hochschulen Cégep de Maisonneuve und Collège Ahuntsic durchgeführt.
Der Film wurde in Schwarzweiß gedreht, um das Blutvergießen für den Zuschauer nicht zu dramatisch zu gestalten. Der Film sollte laut Regisseur Villeneuve bei aller Brutalität noch seh- und verarbeitbar bleiben und den Zuschauer nicht abschrecken („I wanted to make a film that would be watchable, digestible, not a turnoff.“). Der Film sollte die Zuschauer auch in schwierigen Szenen durch Emotionen bewegen und nicht durch extreme Gewaltdarstellungen vertreiben („… move people by the horror but not be repulsed, to keep the emotion of it but not the gore.“).
Es wurde simultan eine französisch- und eine englischsprachige Version produziert. Dafür lagen zwei unterschiedliche Drehbücher vor und alle Szenen mit Dialog wurden jeweils zweimal gefilmt. Wie Janine Marchessault feststellte, liegen also strenggenommen zwei verschiedene Filme vor.

### Musik
Der Soundtrack von Polytechnique besteht zum Großteil aus für den Film komponierten Musikstücken des Komponisten Benoît Charest, in denen melancholische Klavier- und Gitarrenklänge dominieren. Daneben finden folgende Musikstücke – überwiegend Synthie-Pop und Gothic Rock der 1980er Jahre – Verwendung:
- Mark Arnell – Tainted Love
- Men Without Hats – Safety Dance
- The Cinematic Orchestra – To Build a Home
- Sisters of Mercy – Marian
- Siouxsie and the Banshees – Love in a Void

Der Soundtrack wurde nicht separat veröffentlicht.

## Veröffentlichung

### Kino
Den Verleih übernahm in Kanada Alliance Films. Der Film lief in Québec am 6. Februar 2009 mit 30 französischsprachigen und fünf englischsprachigen Kopien an und belegte dort in der ersten Woche Platz 1 der Kinocharts, wobei fast 97 % des Umsatzes mit den französischsprachigen Kopien generiert wurde. Ab dem 20. März 2009 war er auch in Toronto, Vancouver und Calgary zu sehen.
Im Mai 2009 wurde er bei den Internationalen Filmfestspielen von Cannes im Rahmen der Nebenreihe Quinzaine des réalisateurs aufgeführt.
In Deutschland lief er im August und September 2009 nur auf Festivals. So wurde die englische Originalversion auf dem Fantasy Filmfest 2009 in Berlin (19. August), Hamburg (25. August), Frankfurt am Main (28. August), Köln (30. August), Nürnberg (2. September), München (3. September) und Stuttgart (7. September) aufgeführt. Beim Internationalen Filmfest Oldenburg wurde am 17. und 19. September 2009 die französische Version des Films mit englischen Untertiteln gezeigt. Im November 2012 wurde die OmU-Version des Films erneut im Rahmen einer Denis-Villeneuve-Retrospektive beim Internationalen Filmfest Braunschweig aufgeführt.

### Heimkino
In Kanada erschien der Film am 25. August 2009 als DVD und Blu-ray mit den französischen und englischen Sprachfassungen. Die Veröffentlichung enthielt neben dem Hauptfilm zwei Fernsehdokumentationen in französischer Sprache, Ici comme ailleurs (1989, Länge 6 Minuten) und Enjeux – Tuerie a l’école Polytechnique – 10 ans après (1999, Länge 47 Minuten).
In deutscher Sprache liegt Polytechnique nur auf der Blu-ray-Bonus-Disc der am 10. Oktober 2014 von Capelight Pictures veröffentlichten, 3-Disc limitierten Collector’s-/Mediabook-Edition von Villeneuves Film Enemy vor. Die deutsche Synchronfassung entstand bei RRP Media. Darüber hinaus enthält die Blu-ray auch die französische Originalfassung.

## Rezeption

### Kontroverse über Entscheidung zur Verfilmung
Die Entscheidung zur Verfilmung der Ereignisse löste vor allem in Québec starke Kontroversen aus. So wurden von vielen Seiten Beschwerden laut, dass ein solcher Film auch 20 Jahre nach den Ereignissen zu viele schmerzhafte Erinnerungen wachrufe.
Der Gazette-Filmkritiker Brendan Kelly war der Ansicht, dass ein Filmemacher grundsätzlich jeden Stoff für eine Verfilmung wählen könne, aber er müsse dann „auch etwas zu sagen haben“ („you’ve got to have something to say“). Das gelte besonders für diesen Amoklauf, der ein sehr dunkles Kapitel in der Geschichte Montreals gewesen sei. Man müsse schon „einen verdammt guten Grund haben“, um einen solchen Film zu drehen („have a real darn good reason“). Kelly bezweifelte, dass Villeneuve einen solchen Grund zu bieten habe. Auch wenn er ein begabter Filmemacher sei, habe er mit diesem Werk offensichtlich nichts Relevantes zu sagen. Kelly bezeichnete es als „verstörend“ („disturbing“), dass der Film die Ereignisse einfach nur nachstelle und das dem Zuschauer dann ohne einen eigenen Standpunkt präsentiere.
Von anderer Seite wurde der Film verteidigt. So nannte Nathalie Petrowski, Kolumnistin der Tageszeitung La Presse, Polytechnique vor dem Kinostart einen „wichtigen Film“ („necessary film“), der aber wahrscheinlich an den Kinokassen floppen werde, weil zu viele Menschen Angst davor hätten, eine Verfilmung solcher Taten zu sehen.
Die École polytechnique de Montréal distanzierte sich vom Film in einem offiziellen Statement. Innerhalb des Lehrkörpers und der Verwaltung habe es zwar unterschiedliche Ansichten über die Verfilmung der Ereignisse gegeben, aber als Institution müsse man aus Respekt vor den Opfern und Mitarbeitern, von denen viele das Massaker 20 Jahre zuvor miterlebt hatten, eine solche Stellung beziehen. Darüber hinaus wolle man das Werk nicht weiter kommentieren.

### Kritiken
86 % der von Rotten Tomatoes erfassten 14 Kritiken waren positiv, der Film erhielt eine durchschnittliche Bewertung von 7,0 der möglichen 10 Punkte (Stand: 3. Mai 2018).
In Kanada fielen die Kritiken überwiegend positiv aus. So vergab Peter Howell vom Toronto Star 3 1/2 von 4 möglichen Sternen. Der Film fälle „kein Urteil“ („no judgments“) und biete keine Allheilmittel an. Er zeige die Gewalt und bleibe bei den Fakten, aber er suhle sich auch nicht darin. Howell lobte Pierre Gills Kameraarbeit als „brillant“.
Kevin N. Laforest vom Montreal Film Journal vergab ebenfalls 3 1/2 von 4 möglichen Sternen. Laforest hob die Kamera- und Tonarbeit positiv hervor und lobte außerdem die schauspielerischen Leistungen, insbesondere die von Sébastien Huberdeau und Karine Vanasse. Die letzte Szene mit Vanasse, die dem Zuschauer wohl eine bestimmte Meinung aufzwingen solle, sei allerdings misslungen und schade dem Film.
Robert Bell nannte Polytechnique in seiner Kritik im kanadischen Musikmagazin Exclaim! einen „fesselnden und sehr wichtigen“ („gripping and highly significant“) Film, den man sehen sollte, ungeachtet dessen, wie schwierig die Erfahrung sein mag. Weil die Figuren so wenig erklären würden und der Film seine Energie vor allem in ruhigen Momenten fokussiere, werde der Zuschauer zum Nachdenken angeregt.
Für die New York Times verfasste A. O. Scott eine wohlwollende Kritik. Polytechnique sei in vielerlei Hinsicht „ein bescheidener Film“ („a modest film“). Der Film sei weder zu melodramatisch noch zu minimalistisch. Es sei Tugend, aber auch Begrenzung des Werks, dass es Zuschauer mit der Sinnlosigkeit der Tat konfrontiere und trotzdem verlange, ruhig und vernünftig zu bleiben.
David Fear betonte in seiner Kritik für das Magazin Time Out, dass Villeneuve den Amoklauf als aggressiveren Aspekt der eingesessenen Geschlechterungleichheit zeige. Fear vergab vier von fünf Sternen.
Ray Bennett schrieb nach der Aufführung des Films in Cannes für den Hollywood Reporter, der Film sei eine „leidenschaftslose Nacherzählung“ („dispassionate retelling“), die „nichts erklären wolle“ („not set out to comprehend the crime“), außer nahezulegen, der Amokschütze sei ein erbärmlicher Verlierer, der Frauen die Schuld für sein inhaltsleeres Leben gab. Der Film sei dennoch ein Denkmal für die Opfer sowie ein für Pädagogen und Studenten interessantes Dokudrama. Es sei bedauerlich, dass die Filmemacher keinen stärkeren Versuch unternommen hätten, den Täter oder bestimmte Entscheidungen der Opfer zu verstehen.
Noch kritischer beurteilten Rob Nelson (Variety) und André Habib (Hors Champ) den Film, die Polytechnique mit dem thematisch ähnlich gelagerten Spielfilm Elephant (2003) von Gus Van Sant verglichen. Nelson empfand Polytechnique als „schwächeren“ („weaker“) und deutlich „konventionelleren“ Film („more conventional“). Er sei „gewollt künstlerisch“ („plenty arty“) und nur „bedingt konstruktiv“ („arguably constructive“), so Nelson. Ähnliches bemerkte Habib, der Polytechnique als „durchweg inkonsistenten“ Film („toute l’inconséquence de ce film“) und die Realisierung des Projekts als „obszön“ („obscénité“) kritisierte. Villeneuves Film verfüge über ein „gutgeöltes“ („«bien huilé»“) Drehbuch sowie eine „schöne“ („belle“), „glatte“ („polie“) Bildsprache, die dem Thema nicht angemessen sei und an seinen Beitrag zum Episodenfilm Cosmos (1996) erinnere. Polytechnique verkomme zu einer „Überästhetisierung der Tragödie“ („une suresthétisation de la tragédie“). „Gus Van Sant wartete bis zum Ende seines Films, um einen einzelnen Schuss ertönen zu lassen […] im Gegensatz zu Villeneuve, der uns automatisch in die ideologische Falle und in den Horror (dem Vordergrund des Films) platziert […]“, so Habib („Gus Van Sant a attendu jusqu’à la fin de son film pour faire résonner un seul coup de feu [...] Villeneuve, au contraire, nous place d’office dans le commerce idéologique et dans l’horreur (le premier plan du film) [...]“).
Der Filmdienst bezeichnete den Film als „zutiefst verstörend“. Villeneuves Film wolle „nicht erklären, was ohnehin nicht zu klären“ sei. Drehbuch und Kameraarbeit seien „meisterhaft“ und „präzise komponiert“ und würden die Realität „künstlerisch verdichten“.
Anlässlich der Veröffentlichung von Villeneuves Film Arrival (2016) schrieb Patrick Seyboth für die epd Film einen Artikel zum Gesamtwerk des Regisseurs, in dem er Polytechnique als stilistisch konzentriertes, reduziertes und harsches Meisterwerk bezeichnet. Seyboth hob auch die Stellung des Films als „Neubeginn“ Villeneuves hervor, der sich nach dem durchaus wohlwollend rezipierten Maelström (2000) auch aus künstlerischen Gründen ins Privatleben zurückgezogen hatte und erst mit Polytechnique nach fast neun Jahren wieder einen Spielfilm drehte. In diesem Film zeige Villeneuve die Auswirkungen von Gewalt und räume vor allem den „Opfern und ihren Verletzungen“ Raum ein, während er sich für die Psychologie des Täters kaum interessiere. Polytechnique sei laut Seyboth ein Film von „emotionaler Intensität“ in „minimalistischer Ästhetik“, mit Bildern „von erstaunlicher Poesie“.

### Einspielergebnis
Während der Film aufgrund der lokalen Relevanz in Québec an den Kinokassen insgesamt 1,8 Millionen Dollar einspielte, kamen im Rest Kanadas gerade einmal weitere 100.000 Dollar zusammen, was laut Filmjournalist Peter Howell als enttäuschendes Ergebnis zu bewerten sei. Für die Filmemacher stand laut eigener Aussagen die Profitabilität des Projektes allerdings nicht an erster Stelle.

## Interpretation und Analyse
In ihrem Artikel What Role Does Film Have in the Telling of History? A Look at Denis Villeneuve’s Polytechnique (2009) wies die Filmkritikerin Justine Smith darauf hin, dass Villeneuves Film zwar ein historisches Ereignis nachstelle und beim Ablauf bei den Fakten bleibe, er sich aber dennoch durch verschiedene Kunstgriffe von dem unterscheide, was man allgemein als „historischen Realismus“ bezeichnen würde. So seien insbesondere die auftretenden Figuren fiktiv und der Täter wird nur als namenloser Killer in den Credits aufgeführt. Laut William R. Hume bleibe der Täter im ganzen Film lediglich „der Mann mit der Waffe“. Der Film zeige nichts über seine Vergangenheit und gebe auch keine nachvollziehbare Erklärung für seine Tat. Insgesamt bleibe Polytechnique eher bei den Opfern und weniger beim Täter; er verweigere diesem geradezu die traurige Berühmtheit, nach der dieser vielleicht gesucht habe. Auch durch die Schwarz-Weiß-Fotografie distanziere der Film sich von der Darstellung der Ereignisse in den Massenmedien. Anstatt Fernsehbilder der Berichterstattung nachzustellen, biete Villeneuve eine alternative Sichtweise auf die Ereignisse. Smith versteht die Entscheidungen der Filmemacher als einen Versuch, den Opfern „ein neues Leben zu geben“ und gleichzeitig auf die Probleme der Darstellung von School Shootings in den Massenmedien hinzuweisen. Der Film zeige die Auswirkungen der Trauer und Chaos, welches die Gewalt im Leben hinterlasse und die weit über das tatsächliche Ereignis hinausreichen. Polytechnique sei weniger ein Kommentar zum Ereignis selbst, als vielmehr dazu, wie eine Gesellschaft eine Tragödie verpacke, um sie zu „konsumieren, zu absorbieren und leichter zu vergessen“ („...but a comment on how as a society we package tragedy to be consumed, absorbed and easily forgotten“).
Auch der Kulturwissenschaftler Ralf Junkerjürgen sah in Polytechnique eine Fortsetzung der „Praxis des Erinnerns und Gedenkens an die Opfer.“ Der Film sei als „künstlerisch ambitioniertes Denkmal“ angelegt. Obwohl ganz bewusst fiktional gestaltet, würde er die Opfer der Tat in den Vordergrund stellen. Villeneuve gedenke der Opfer explizit durch Nennung der Namen im Abspann, aber auch metaphorisch durch eine Kamerafahrt über Deckenlampen, die bis auf eine alle leuchten, und damit auch als „Gedenklichter für die Toten verstanden werden können“. Der Mörder hingegen bleibe anonym. Laut Junkerjürgen versuche Villeneuve damit, die mediale Präsenz der Tat neu zu gewichten. Normalerweise werde bei solchen Taten nur über den Täter berichtet, die Opfer hingegen seien in der Regel der Öffentlichkeit nicht bekannt. Auch wenn dies zu ihrem Schutz geschehe, führe es zu einer „ethisch verkehrten Gewichtung“.
Junkerjürgen wies auch darauf hin, dass der zeitliche Ablauf des Films zwar durch ständige Vor- und Rückblicke unterbrochen sei, im Wesentlichen aber bei der Tat selbst bleibe. Der Verlust an „räumlicher und zeitlicher Orientierung“ sei formaler Ausdruck der „verstörenden Tat“. Die Struktur des Films sei „labyrinthisch“, sowohl auf der zeitlichen Ebene als auch beim ständigen Wechsel der Perspektiven und nicht zuletzt auch bei den Kamerafahrten durch die verschachtelten Gänge des Hochschulbaus. Der Film biete dem Zuschauer keinerlei Orientierung, welche die Tat nachvollziehbar machen könnte. Villeneuve breche außerdem mit üblichen dramaturgischen Mustern, indem er mehrere Figuren mitten beim Sprechen unvermittelt von Schüssen treffen lasse, was beim Zuschauer durch die Plötzlichkeit eine „besondere Schockwirkung“ erziele.
Die Filmwissenschaftlerin Janine Marchessault betonte in ihrem Artikel Versioning History: Polytechnique as Vector vor allem das Verweben dreier verschiedener Blickwinkel der Geschichte, die Marchessault als „Versionen“ bezeichnet. Die Versionierung des Films spiegele sich auch in anderen Aspekten wider: den zwei Sprach-Versionen des Films sowie den weiblichen und männlichen Versionen der Opferperspektive. Wie der Filmkritiker William R. Hume in seiner Fallstudie The Multiplicities of Polytechnique (2009) feststellte, deutet bereits der Titel Polytechnique, dessen Wortstamm Poly „viele“ oder „mehrere“ bedeutet, auf die zahlreichen Perspektiven und Geschichten des Films hin.
In den Versionen der mehrfach wiederholten Szenen ist das Wissen der agierenden Figuren und des Zuschauers jeweils limitiert, worauf Janine Marchessault explizit hinweist. So sehen die im Prolog am Kopierer stehenden Studentinnen den Killer nicht kommen, bevor sie von den Schüssen getroffen werden. Erst in der Wiederholung der Szene sieht der Zuschauer den Täter beim Abfeuern der Schüsse. In der Szene, in der Jean-François in den Vorlesungsraum zurückkehrt, geht er vom Tod aller Studentinnen aus, während sich Valérie tatsächlich nur totstellt. In der dritten Version dieser Szene erst erfährt der Zuschauer den Grund dafür: Valérie hielt den zurückkehrenden Jean-François für den Täter. Auch ihr Wissen über den wahren Ablauf war begrenzt. Erst durch das Verweben aller drei Versionen entsteht für den Zuschauer ein vollständiges Bild der Geschichte.
Trotz aller zeitlichen Sprünge ergibt sich so am Ende des Films dennoch eine fast klassische Erzählstruktur mit Anfang, Mitte und Ende. Der Zuschauer erfährt das Schicksal der drei Hauptfiguren. Der Täter und Jean-François begehen Selbstmord. Valérie erwartet ein Kind. Während die starke Frauenfigur am Ende ins Leben zurückfindet, erscheinen die männlichen Figuren unentschlossen und schwach. Insbesondere die Figur des Jean-François sieht sich nicht in der Lage, während des Amoklaufs den Opfern zu helfen, was ihn in seinen eigenen Augen und auch denen des Publikums „entmännlicht“. Sein Versuch, die Sicherheitskräfte der Universität über den Amoklauf zu informieren, wird von diesen nicht ernst genommen und bleibt daher ineffektiv. Einem weiblichen Opfer kann er wenig mehr als seine Jacke anbieten und der Film wechselt danach zu einer anderen Perspektive. Später wird er nochmal gezeigt, wie er einem Opfer beim Verbinden ihrer Wunden hilft. Obwohl diese sich ausdrücklich bei Jean-François bedankt, fühlt er sich in der Folge schuldig, weil er nicht mehr getan hat, was ihn schließlich in den Selbstmord treibt.
Wiederholt thematisiert Villeneuve Unterschiede zwischen den beiden Geschlechtern. Die weibliche Hauptdarstellerin, eine fähige Studentin, muss beim Bewerbungsgespräch sexistische Bemerkungen und Fragen zu ihrer Familienplanung ertragen. Bei der Vorlesung gibt sie ihre Mitschriften an Jean-François weiter, damit dieser die gleichen Vorteile wie sie hat, ohne dafür gearbeitet zu haben. Während des Amoklaufs zeigt sich dann der unterschiedliche Umgang von Frauen und Männern mit kritischen Situationen. Jean-François bietet vor allem physischen Einsatz, der allerdings größtenteils wirkungslos bleibt. Er rennt zum Büro der Sicherheitskräfte, er bietet seine Jacke als Kopfkissen an und er legt einem Opfer einen Druckverband an. Die verletzten Frauen Valérie und Stéphanie hingegen suchen eher eine emotionale Nähe und finden gemeinsam kurzzeitig Schutz beieinander, als sie dem Täter gegenüberstehen. Als der Killer das Feuer auf die Gruppe eröffnet und beide zu Boden gehen, umarmen sich beide Frauen weiter und Valérie stellt sich schließlich tot. Sie zeigt ihren Selbstschutz damit eher eher in einer gedanklichen als einer physischen Leistung.
Mehrfach wird auf die Rolle der Mütter der Figuren eingegangen. Der Mutter des Killers wird nur aus der Ferne gezeigt, sie hat keinen Einfluss auf ihn und seine Tat. Er schreibt ihr nur einen Brief, in dem er die Ereignisse als „unvermeidbar“ bezeichnet. Am Ende des Films wird die zu diesem Zeitpunkt selbst schwangere Valerie der Mutter des Killers ebenfalls einen Brief schreiben, den sie allerdings nicht abschicken wird. In diesem weist sie auf die Bedeutung der Liebe und die Verantwortung einer Mutter für ihr Kind hin. Auch Jean-François trifft sich noch einmal mit seiner Mutter, bevor er Selbstmord begeht.
Kevin B. Lee ging in seinem Video-Essay zu Polytechnique auf die Struktur des Films und dort insbesondere auf den Filmschnitt ein. Villeneuve zeige verschiedene Szenen aus mehreren Blickwinkeln, wobei die Auswahl und Länge der Einstellungen und der finale Schnitt jeweils unterschiedliche Schwerpunkte legen. So wird beispielsweise die Szene, in der der Killer den Vorlesungsraum betritt, beim ersten Mal sehr ausführlich gezeigt, wobei unterschiedliche Einstellungen verwendet werden. Der Zuschauer sieht die Reaktionen einzelner Studenten und vor allem das Zögern von Jean-François’ beim Verlassen des Raumes. Beim zweiten Mal bleibt die Kamera die ganze Zeit in einer Einstellung bei der Figur der Valérie. Obwohl der Ablauf der gleiche ist, ist diese Version viel kondensierter und fokussiert auf die Reaktion einer einzelnen Studentin. Durch die leicht erhöhte Geschwindigkeit der ablaufenden Ereignisse, die kürzeren Pausen zwischen den Dialogen und die rastlose Kamera wird die Bedrohlichkeit der Szene verstärkt. Der Zuschauer komme nicht zur Ruhe, er könne nicht entkommen.
Der Film zeigt zweimal Pablo Picassos Gemälde Guernica, einmal nachdem der Killer seinen Amoklauf im Klassenzimmer beginnt und einmal am Ende des Films als Standbild. Villeneuve bietet hier einen Querverweis zum Verständnis des Films. Sowohl der Film als auch das Gemälde beschäftigen sich mit den Auswirkungen von Gewalt auf die Gesellschaft und thematisieren gleichzeitig einen Mangel an Menschlichkeit.

## Auszeichnungen und Nominierungen (Auswahl)
Toronto Film Critics Association Awards 2009
- Rogers Canadian Film Award für den besten kanadischen Film (Denis Villeneuve)

Genie Awards 2010
- Bester Film (Maxime Rémillard, Don Carmody)
- Beste Regie (Denis Villeneuve, Remstar Media Partners)
- Beste Hauptdarstellerin (Karine Vanasse)
- Bester Nebendarsteller (Maxim Gaudette)
- Bestes Originaldrehbuch (Jacques Davidts)
- Beste Kamera (Pierre Gill)
- Bester Schnitt (Richard Comeau)
- Bester Ton (Stéphane Bergeron, Pierre Blain, Jo Caron, Benoit Leduc)
- Bester Tonschnitt (Claude Beaugrand, Guy Francoeur, Carole Gagnon, Christian Rivest)
- Nominierung für die Beste Original-Musik (Benoît Charest)
- Nominierung für das Beste Make-up (Djina Caron, Martin Rivest)

Prix Jutra 2010
- Beste Regie (Denis Villeneuve)
- Bester Nebendarsteller (Maxim Gaudette)
- Beste Kamera (Pierre Gill)
- Bester Schnitt (Richard Comeau)
- Bester Ton (Pierre Blain, Claude Beaugrand, Stéphane Bergeron, Remstar Productions)
- Nominierung für den Besten Film
- Nominierung für die Beste Original-Musik (Benoît Charest)